# Pobjoy Niagara
Pobjoy Niagara — британский поршневой 7-цилиндровый звездообразный авиадвигатель воздушного охлаждения, разработанный компанией Pobjoy Airmotors в 1934 году. Работал на более высоких скоростях, чем другие двигатели того периода, в связи с чем в его конструкции использовался понижающий редуктор. Визуально отличался от других моторов того периода смещённой осью воздушного винта. Благодаря малым габаритам, плавной работе, малошумности и инновационным технологиям применялся на лёгких и экспериментальных летательных аппаратах 1930-х годов,.

## Модификации
Niagara I
Диаметр цилиндра/ход поршня 77 x 87 мм (3,03 x 3,43 дюйма), объём 2835 см³ (173 кубических дюйма). Сжатие 6,25:1, редуктор 0,47:1. Мощность 84 л. с. (63 кВт) на 3200 об/мин на уровне моря.
Niagara II
Диаметр цилиндра/ход поршня 77 x 87 мм (3,03 x 3,43 дюйма), объём 2835 см³ (173 кубических дюйма). Сжатие 6,0:1, редуктор 0,39:1. Мощность 84 л. с. (63 кВт) на 3200 об/мин.
Niagara III
Диаметр цилиндра/ход поршня 77 x 87 мм (3,03 x 3,43 дюйма), объём 2835 см³ (173 кубических дюйма). Редуктор 0,47:1. Мощность 88 л. с. (66 кВт) на 3300 об/мин.
Niagara IV
Аналогичен модели Niagara III, но с повышенными оборотами. Мощность 98 л. с. (73 кВт) на 3500 об/мин.
Niagara V
Несколько увеличенная модификация. Диаметр цилиндра/ход поршня 81 x 87 mm (3,19 x 3,43 дюйма), объём 3138 см³ (191,5 кубических дюйма). Сжатие 8,0:1, редуктор 0,47:1. Мощность 125 л. с. (93 кВт) на 4,000 об/мин.
Cataract I-III
Модификации Niagara I-III без капота с пониженными характеристиками, с простыми межцилиндровыми перегородками для охлаждения и просачивающейся смазки для нижних выхлопных коромысел. Сжатие 5,7:1, редуктор 0,47:1.
Cascade
Безредукторная модификация Cataract I. Мощность 66 л. с. (49 кВт) на 2100 об/мин.

## Применение

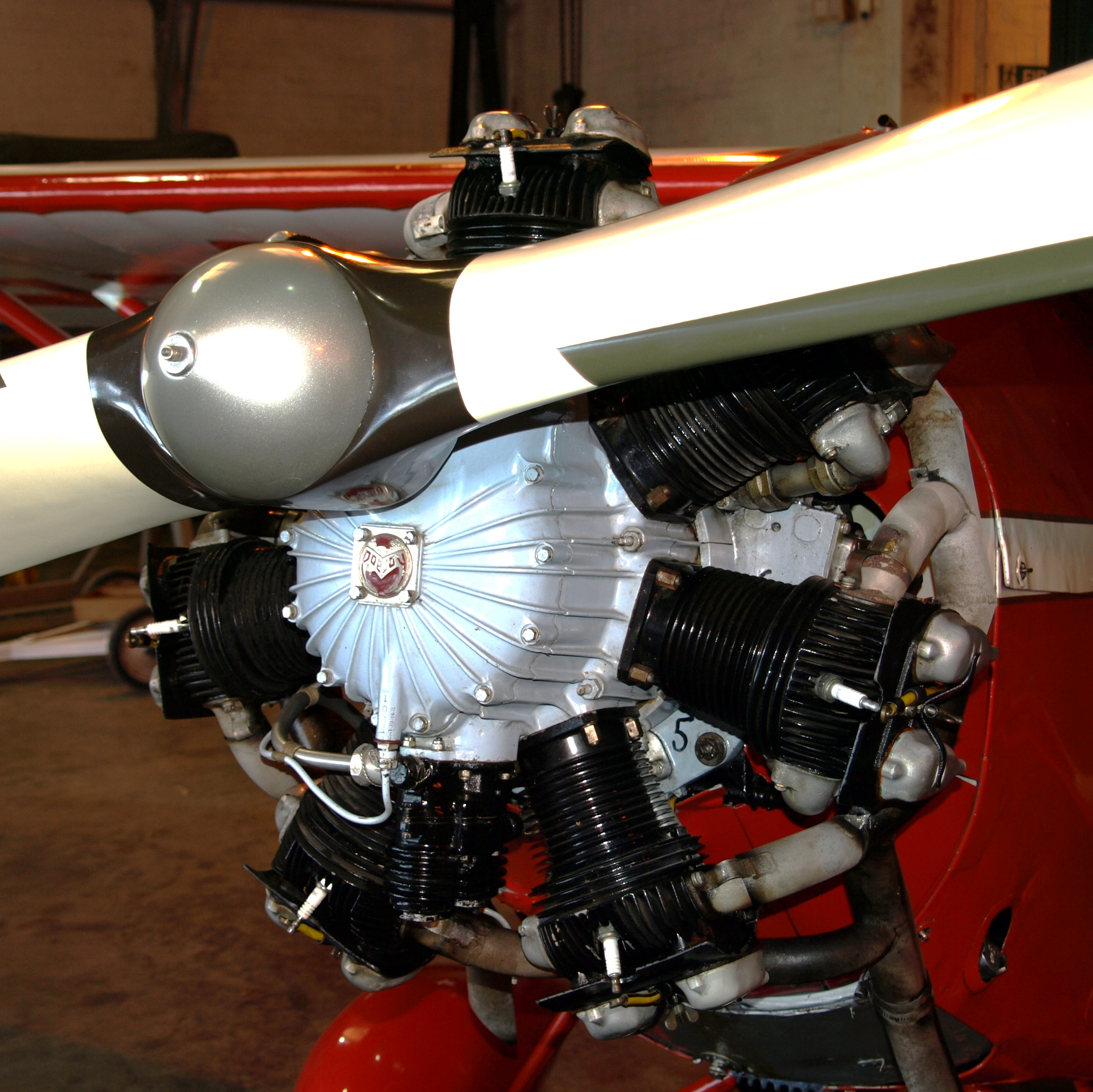
Airworthy Pobjoy Niagara, установленный на самолёте Comper Swift из Собрания Шаттлуорта

### Niagara
Великобритания
- Airspeed Fleet Shadower
- CLW Curlew
- Comper Kite
- Comper Swift
- General Aircraft Monospar ST-25
- General Aircraft Fleet Shadower
- Moss M.A.1
- Pobjoy Pirate
- Saro Shrimp
- Shapley Kittiwake
- Short Scion Senior
- Short Scion
- Short S.31 (half scale Stirling)
- Spartan Clipper
- Westland CL.20

 Италия
- Savoia-Marchetti S.80 bis

 Нидерланды
- Lambach HL.I

 Югославия
- Aeroput MMS-3

 СССР
- Г-25

### Cataract
Великобритания
- British Klemm Swallow
- Hafner A.R.III Gyroplane
- Hendy Hobo

 США
- Pitcairn PA-22

### Cascade
США
- Autogiro AC-35

## Сохранившиеся двигатели
Один из двигателей Pobjoy Niagara, установленный на самолёте Comper Swift G-ACTF находится в экспозиции Собрания Шаттлуорта (Олд Уорден, Бедфордшир), по состоянию на 2017 год и сам мотор и самолёт работоспособны и участвуют в авиашоу.

## Двигатель в экспозициях музеев
Ещё один Pobjoy Niagara представлен в лондонском Музее науки.